# روضة الفطامي
روضة الفطامي قرية سوريّة تتبع إداريّاً لمحافظة حلب منطقة السفيرة ناحية خناصر، بلغ تعداد سكانها 200 نسمة حسب التعداد السكاني لعام 2004.